# Maričić
Maričić je hrvatsko i srpsko prezime,
- Ines Maričić (u. 1988.), hrvatska kuglačica
- Miran Maričić (u. 1997),  hrvatski strijelac
- Vitomir Maričić (u. 1985.), hrvatski ronilac na dah